# Leszczynki (województwo pomorskie)
Leszczynki (dodatkowa nazwa w j. kaszub. Leszczinczi) – wieś kaszubska w Polsce położona w województwie pomorskim, w powiecie kartuskim, w gminie Sierakowice na Pojezierzu Kaszubskim. Wieś jest siedzibą sołectwa Leszczynki.
| SIMC    | Nazwa           | Rodzaj                 |
| ------- | --------------- | ---------------------- |
| 0171078 | Ameryka         | część wsi (do 2023 r.) |
| 0171084 | Jagodowo        | część wsi (do 2023 r.) |
| 0171090 | Kamienicka Huta | część wsi (przed 2023) |
| 0171109 | Nowa Ameryka    | część wsi (do 2023 r.) |
| 0171115 | Srocze Góry     | część wsi (do 2023 r.) |
| 0171121 | Szramnica       | część wsi (do 2023 r.) |

W latach 1975–1998 miejscowość administracyjnie należała do województwa gdańskiego.